# Due Leoni - Fontana Candida (métro de Rome)
Due Leoni - Fontana Candida est une station de la ligne C du métro de Rome.

## Situation sur le réseau
Établie en surface, la station Due Leoni - Fontana Candida est située sur la ligne C du métro de Rome, entre les stations Grotte Celoni, en direction de Lodi, et Borghesiana, en direction de Monte Compatri - Pantano.

## Histoire
La station Due Leoni - Fontana Candida est mise en service le 9 novembre 2014, lors de l'ouverture à l'exploitation de la section de Parco di Centocelle à Monte Compatri - Pantano.